# ترما (گونه)
ترما (گونه) (نام علمی: Trema) نام یک سرده از تیره شاهدانگان است.

## نگارخانه

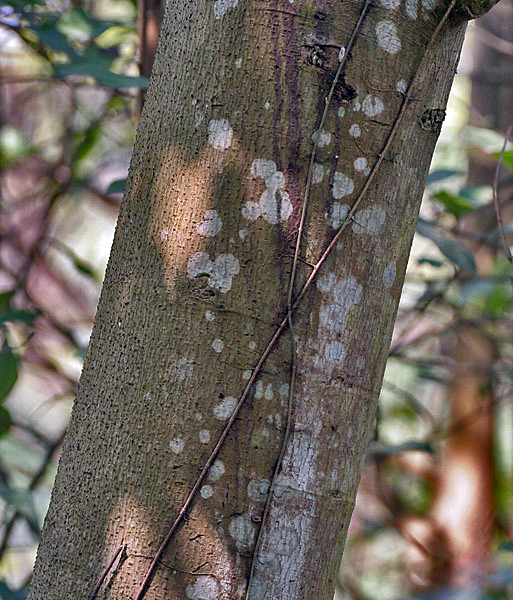
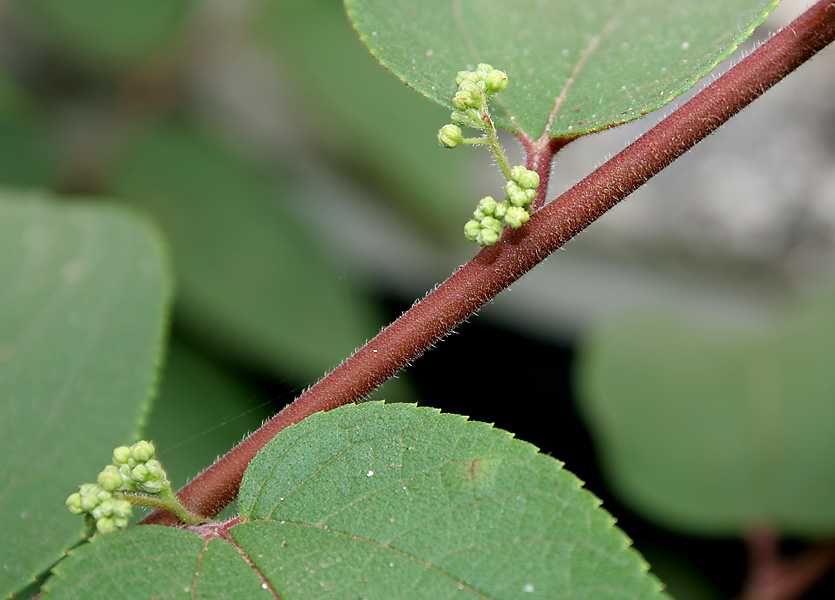
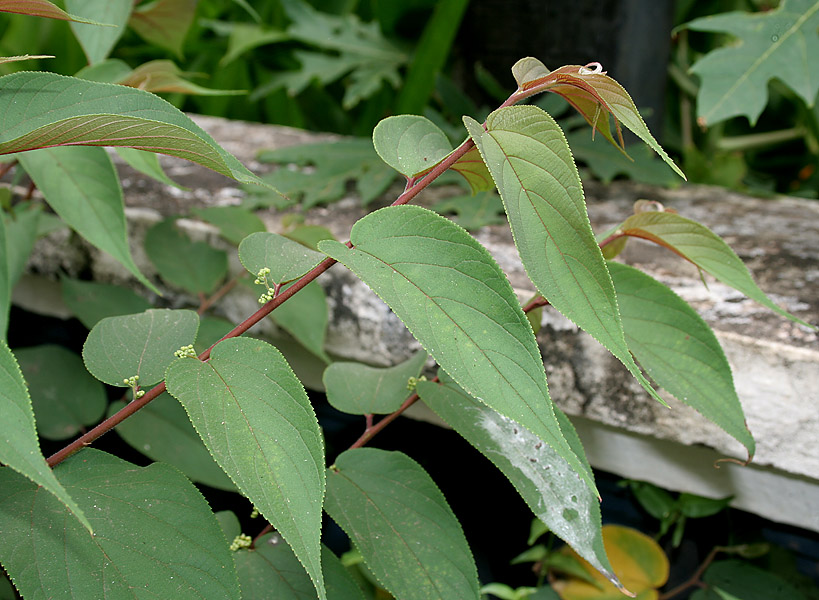
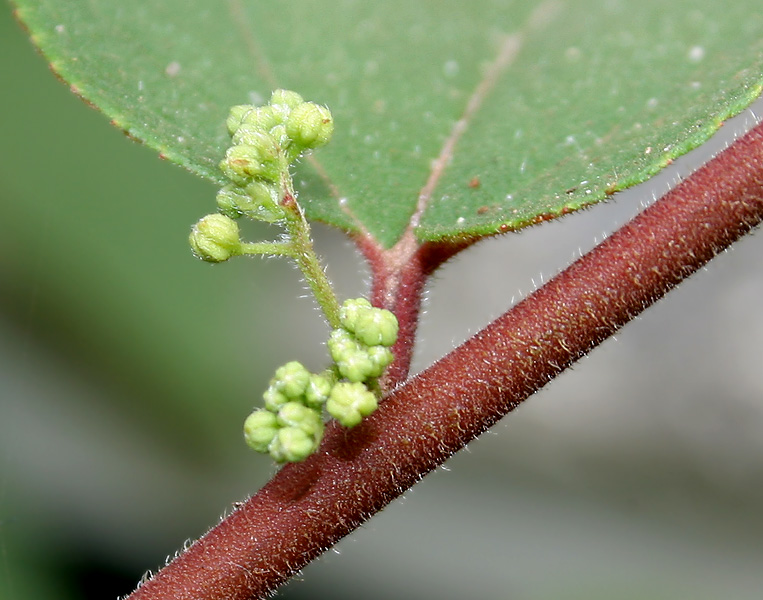
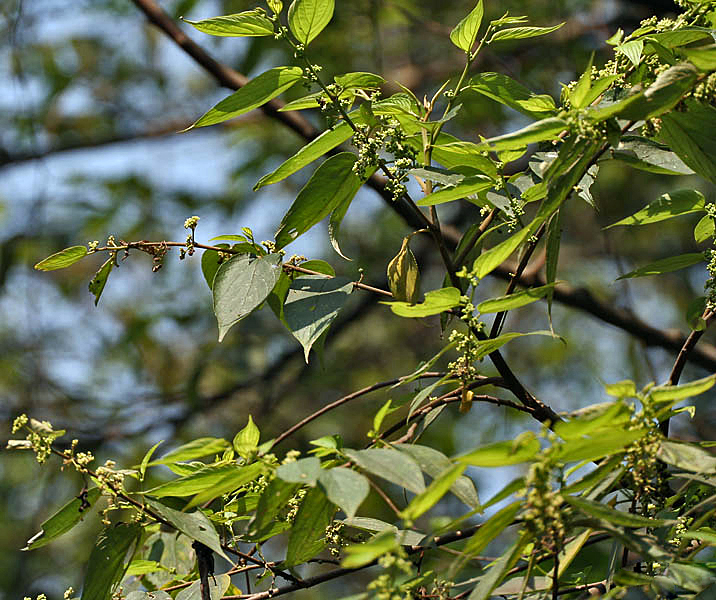